# Anisopoda bupleuroides
Agasyllis es un género monotípico  perteneciente a la familia  Apiaceae. Su única especie: Anisopoda bupleuroides, es originaria de Madagascar.

## Taxonomía
Anisopoda bupleuroides fue descrita por John Gilbert Baker y publicado en Journal of the Linnean Society, Botany 25: 318–319, t. 52. 1890.